# Aigues-Mortes
Aigues-Mortes – miejscowość i gmina we Francji, w regionie Oksytania, w departamencie Gard. Nazwa miejscowości w języku polskim oznacza Martwe Wody i związana jest z położeniem nad słonymi mokradłami delty Rodanu.
Według danych na rok 1990 gminę zamieszkiwało 4999 osób, a gęstość zaludnienia wynosiła 87 osób/km² (wśród 1545 gmin Langwedocji-Roussillon Aigues-Mortes plasuje się na 62. miejscu pod względem liczby ludności, natomiast pod względem powierzchni na miejscu 40.).
Założenie miasta przypisuje się Rzymianom, chociaż najstarszy dokument wspominający miasto pochodzi z X w. Ludwik IX Święty, po wykupieniu okolic od zakonu benedyktynów, przebudował port w XIII w., jako jedyny francuski śródziemnomorski port w tym czasie (reszta obecnego wybrzeża śródziemnomorskiego Francji należała do Królestwa Aragonii, Państwa Kościelnego oraz Świętego Cesarstwa Rzymskiego. Był to punkt wyjściowy szóstej krucjaty (1248) i siódmej krucjaty (1270). Upadek miasta nastąpił wskutek zamulenia wód, co spowodowało niemożność używania portu. Strategiczną rolę Aigues-Mortes przejęła wówczas Marsylia. W mieście zachowały się mury i wieże miejskie z 1240 r., z czasów Ludwika Świętego.